# Tjan
Tjan (Ṯ3n) va ser una reina egípcia de la XIII dinastia. Era l'esposa del rei Sobekhotep IV, que va regnar a finals del segle XVIII aC.
Tjan duia el títol de "Dona del Rei" i només se la coneix per diversos objectes que la citenː 
- Al Museu Britànic de Londres hi ha una perla amb la breu inscripció "la dona del rei, Tjan, estimada d'Hathor, mestressa d'Atfih".[2]
- Al Louvre de París, hi ha un escarabat amb el seu nom i títol.[3]
- Al Museu Egipci del Caire hi ha una capsa amb una inscripció que diu que un tal "[…] hotep va néixer del rei Khaneferre i de la Dona del Rei Tjan". El nom del fill només s'hi conserva parcialment i Khaneferre és el nom de tron del rei Sobekhotep IV. Aquesta inscripció identifica, per tant, a Tjan com l'esposa d'aquest rei. Finalment hi ha el fragment d'un gerro amb el nom de la seva filla Nebetiunet.

Tjan no apareix als monuments del rei. Potser es va casar amb ell al final del seu regnat.